# 原田常雄
原田 常雄（はらだ つねお、1906年12月21日 - 2000年11月13日）は、日本の光源研究者。

## 略歴
浜磯太郎の二男として、福岡市に生まれ、原田あやめ（金次郎未亡人）の養子となる。東京大学医学部名誉教授で、日本学士院会員に選ばれた医学者浜清は実弟。1924年福岡県立中学修猷館を経て、1929年東京帝国大学理学部物理学科を卒業。
1929年芝浦製作所（現・東芝）に入社。光源及び放電管の研究に従事し、1942年綜合電灯研究所副所長兼電灯第一課長、光学工業研究所所長、1949年マツダ研究所所長、1961年中央研究所次長、1962年5月取締役、1964年5月常務取締役を経て、1966年5月専務取締役に就任。1974年5月顧問となり、日本ニユクリア・フユエル会長に就任する。
この間、1941年に「放電灯の研究」により東京帝国大学工学博士となっている。また、第二次世界大戦時には、陸軍兵器行政本部からの委嘱により、「光源ニ関スル研究」および「暗視装置基礎」の研究を行っている。
1974年藍綬褒章、1979年勲三等瑞宝章を受章。

## 受賞歴
- 電気学術振興賞改良賞（1951）  「放電灯の研究並びに実用化」

## 著書
- 『光源』（共立出版、1944年）
- 『放電灯』（オーム社、1950年）
- 『蛍光灯取扱の実際』（オーム社、1953年）
- 『放電管』（オーム社、1956年）